# Овчинников, Сергей Ильич
Серге́й Ильи́ч Овчи́нников — командир расчёта 45-мм пушки 246-го гвардейского стрелкового полка (82-я гвардейская стрелковая дивизия, 8-я гвардейская армия, 1-й Белорусский фронт) гвардии старший сержант.

## Биография
Сергей Ильич Овчинников родился в крестьянской семье в селе Барлак Ново-Николаевского уезда Ново-Николаевской губернии (ныне Мошковский район Новосибирской области). Русский. В 1938 году окончил 7 классов средней школы, работал слесарем-сборщиком на заводе в Новосибирске.
В октябре 1940 года Дзержинским райвоенкоматом Новосибирска был призван в ряды Красной Армии. На фронтах Великой Отечественной войны с 1942 года.
В период с 17 по 21 июля 1943 года в боях уничтожил 2 орудия противника, 1 крупнокалиберный пулемёт, два дзота вместе с расчётами, 30 солдат противника, подбил 1 танк и отразил 1 танковую атаку противника. Приказом по полку от 23 июля 1943 года сержант Овчинников награждён медалью «За отвагу».
9—10 марта 1944 года в бою у села Владимировка уничтожил 2 пулемётные точки противника, а 23 марта 1944 года в боях по расширению плацдарма на реке Южный Буг уничтожил одну пулемётную точку. Приказом по полку от 25 апреля 1944 года старший сержант Овчинников награждён второй медалью «За отвагу».
19 апреля 1944 года на правом берегу Днестра при наступлении на село Паланка Овчинников своим орудием подавил 2 пулемётные точки и уничтожил 15 солдат противника. 18 мая 1944 года под сильным огнём противника у села Войново (район Дубоссар) выкатил своё орудие напрямую наводку и уничтожил 2 пулемёта и 11 солдат противника. Приказом по дивизии от 30 июня 1944 года был награждён орденом Славы 3-й степени.
12 января 1945 года старший сержант Овчинников в бою на левом берегу реки Висла, действуя в батальоне прорыва, прямой наводкой разбил 4 дзота, 3 пулемётных точки и истребил до отделения гитлеровцев. У населённого пункта Липске-Буды (30 км севернее города Радом) огнём из орудия подавил минометную батарею, подбил 2 бронетранспортера, обеспечив успех наступления пехоты. Приказом по войскам армии от 15 апреля 1945 года он был награждён орденом Славы 2-й степени
Командир орудия старший сержант Овчинников отличился в боях по расширению плацдарма и прорыва сильно укреплённой обороны противника в районе города Кюстрин. В бою возле города Мюнхеберг 20 апреля 1945 года, когда противник при поддержке танков и самоходных орудий оказывал ожесточённое сопротивление Красной армии с целью задержать её продвижение. Овчинников заменил командира взвода, когда тот выбыл из строя и взял управление взводом на себя. В исключительно сложных условиях лесистой местности, когда противник оставил в засаде группы танков, самоходных орудий и автоматчиков с пулемётами, ведя ожесточённый огонь, заставив пехоту залечь. Старший сержант Овчинников выкатил свою пушку впереди боевых порядков пехоты и, работая за наводчика, разбил 3 пулемёта и уничтожил их расчёты. Метким огнём он подавил самоходное орудие. Своими действиями Овчинников дал возможность батальону успешно разгромить противника и ворваться в город Мюхенберг. Указом Президиума Верховного Совета СССР от 31 мая 1945 года старший сержант Овчинников награждён орденом Славы 1-й степени.
Старшина Овчинников демобилизовался в марте 1946 года, вернулся на родину. Жил в Новосибирске, работал на заводе.
6 апреля 1985 года к 40-летию Победы был награждён орденом Отечественной войны 1-й степени.
Скончался Сергей Ильич Овчинников 21 ноября 1992 года.